# Verano en Brooklyn
Verano en Brooklyn (en inglés: Little Men) es una película estadounidense de drama estrenada en 2016, dirigida por Ira Sachs. Tuvo su estreno mundial en el Festival de Cine de Sundance de 2016, mientras que en Europa fue presentada en el Festival Internacional de Cine de Berlín de 2016.

## Argumento
Tras la muerte de su padre, Brian Jardine (Greg Kinnear) se muda con su esposa Kathy (Jennifer Ehle) y su hijo de 13 años Jake (Theo Taplitz) a un apartamento en Brooklyn que les dejó en herencia. El edificio de dos pisos tiene un local comercial en el primer piso, una tienda de vestuario administrada por Leonor Calvelli (Paulina García) y donde pasa la mayor parte del tiempo su hijo Tony (Michael Barbieri), de 13 años. Jake y Tony se convierten rápidamente en amigos pese a tener personalidades muy distintas. Jake es tranquilo y reservado y pasa la mayor parte de su tiempo dibujando y pintando, mientras que Tony es locuaz y muy sociable. Tony aspira a convertirse en actor, y asiste a clases en la escuela de teatro Brooklyn's Acting Out!, soñando con poder ingresar a la secundaria artística Fiorello H. LaGuardia High School of Music & Art and Performing Arts. Jake decide que también quiere asistir a esa escuela por sus habilidades pictóricas. Ambos se unen a través de actividades cotidianas como patinar por la ciudad, ir a una fiesta rave para adolescentes, y dejando de hablarles a sus respectivos padres cuando ocurren desavenencias entre ellos. Tony incluso se pelea con sus compañeros de clase cuando se burlan de Jake.
Brian y su hermana Audrey (Talia Balsam) descubren que su padre le cobraba una renta inusualmente baja a Leonor por la tienda que ocupa en el primer piso del edificio de su propiedad. Ya que la carrera como actor de Brian está estancada y su familia se mantiene casi por completo por el trabajo de Kathy como psicoterapeuta, le informan a Leonor que le triplicarán el valor del cobro, precio aún por debajo del valor de mercado de las propiedades en el barrio, en pleno proceso de renovación. Leonor apela emocionalmente a Brian, recordándole que ella y su padre eran amigos cercanos y que él habría deseado que ella se quedara en la tienda. Brian es reticente a tomar acciones legales directas contra Leonor, en parte por el hecho de que él ve cómo su introvertido hijo por fin ha hecho un amigo de verdad. Pero tras recibir un ultimátum de Audrey, finalmente termina por darle un plazo fatal a Leonor para que desaloje la tienda.
Jake queda devastado con el anuncio, y entre lágrimas le pide a su padre que no eche a los Calvelli, pero sin éxito. Brian alienta a Jake que se reenfoque en su arte y su próxima postulación a LaGuardia. Un tiempo después, Jake acompaña a un grupo de estudiantes de la escuela de arte a una actividad académica a un museo, y se sorprende al ver a Tony y algunos de sus compañeros en una visita guiada. Jake lo observa desde lejos mientras Tony se aleja, y luego tranquilamente se reincorpora con su propio grupo para seguir dibujando un bosquejo.

## Reparto
- Greg Kinnear como Brian Jardine
- Paulina García como Leonor Calvelli
- Jennifer Ehle como Kathy Jardine
- Theo Taplitz como Jake Jardine
- Michael Barbieri como Tony Calvelli
- Talia Balsam como Audrey
- Alfred Molina como Hernán